# Релин, Данил Захарович
Данил Захарович Релин (14 декабря 1930, Краснополье — 10 декабря 2022, Курган) — советский и российский конструктор боевых машин. Заслуженный машиностроитель РСФСР.

## Биография
Данил Захарович Релин родился 14 декабря 1930 года в селе Краснополье Краснопольского района Белорусской ССР, ныне городской посёлок и район входят в Могилёвскую область Республики Беларусь.
После начала Великой Отечественной войны в июне 1941 года семья уехала в эвакуацию через Харьков в Чимкентскую область Казахской ССР. Оказались в деревне, где жили переселенцы с Украины ещё с дореволюционных времен. Рядом с домом, где устроилась на житьё семья Релиных, была кузница. Данил стал помогать кузнецу. Немного позже Данил разработал первую собственную технологию с технологическими приспособлениями собственной конструкции — делал обручальные кольца из монет.
В 1944 году, после освобождения Белоруссии, семья Релиных вернулась домой. Школу-десятилетку окончил в 1948 году, в аттестате зрелости всего три четверки (русский и белорусский языки и почему-то астрономия), остальные — «отлично». 
В 1948 году поступил и в 1954 году окончил с отличием Ленинградский политехнический институт имени М. И. Калинина по специальности «инженер-механик». 
В мае 1954 года принят на должность инженера-конструктора в отдел главного технолога Челябинского Кировского завода. В августе 1954 года уволен переводом на Курганский машиностроительный завод.
С 1954 года — руководитель группы в Специальном конструкторском бюро (СКБ), с 1957 года — начальник бюро СКБ, с 1958 года — ведущий инженер проекта по созданию артиллерийского тягача АТС-59, с января 1970 года — заместитель главного инженера Курганского машиностроительного завода им. В.И. Ленина, с 1997 года по 2005 год — заместитель директора технического управления ОАО «Курганмашзавод», с 2005 года по 2015 год — помощник директора по производству по техническим вопросам ОАО «Курганмашзавод».
Принимал участие в разработке трансмиссии и тяговой лебёдки среднего артиллерийского тягача АТС-59, участвовал в его испытаниях, постановке на серийное производство и работах по его совершенствованию. Внёс большой вклад в разработку и постановку на серийное производство боевых машин пехоты БМП-2, БМП-3, БМД-4М, различной гражданской техники.
Получил 6 авторских свидетельств на изобретения и более 100 рационализаторских предложений. 
Был очень активным членом рабочей группы по проблемам развития ОАО «КМ3», созданной и действовавшей при городском совете ветеранов и внесшей вклад в возрождение Курганмашзавода.
Данил Захарович Релин умер 10 декабря 2022 года в городе Кургане Курганской области. Прощание было 14 декабря в здании СК «Зауралец».

## Награды
- Орден Трудового Красного Знамени
- Медаль «За трудовую доблесть»
- Юбилейная медаль «За доблестный труд. В ознаменование 100-летия со дня рождения Владимира Ильича Ленина»
- Медаль «Ветеран труда»
- Почётное звание «Заслуженный машиностроитель РСФСР»
- Почётное звание  «Почётный гражданин города Кургана», 2007 год[5]
- Почётное звание «Заслуженный машиностроитель Курганмашзавода»
- Почётный знак «Заслуженный работник Народного Совета» (пол. Odznaka honorowa „Zasłużony Pracownik Rady Narodowej”), 1970 год, Польская Народная Республика, в честь 25-летия Войска Польского — «За заслуги в обороне страны».